# Armoriale delle famiglie italiane (Na-Ne)
Questo è l'armoriale delle famiglie italiane il cui cognome inizia con le lettere che vanno da Na a Ne.

## Armi

### Nac
| Stemma | Casato e blasonatura |
| ------ | --- |
|        | Naccari (Chioggia) (la blasonatura non è stata ancora caricata) (citato in Araldica gentilizia (archiviato dall'url originale il 4 marzo 2016).) |
|        | Naccherelli (Firenze) D'azzurro, alla faretra posta in banda d'oro, guarnita, legata e impennata dello stesso, e accompagnata da due stelle a otto punte pure d'oro, 1.1 alias D'azzurro, alla faretra posta in banda d'oro, guarnita, legata e impennata dello stesso, e accompagnata da due stelle a sei punte pure d'oro, 1.1 alias D'azzurro, alla faretra posta in palo d'oro, guarnita, legata e impennata dello stesso, e accompagnata da due stelle a otto punte pure d'oro, 1.1 (citato in (8)) |
|        | Nacchi (Pistoia) Partito d'azzurro e d'oro, all'aquila dal volo abbassato di nero nel secondo, uscente dalla partizione (citato in (8)) |
|        | Nacchianti (Firenze) D'azzurro, a due branche di leone decussate di rosso, e al capo cucito d'Angiò (citato in (8)) |
|        | Nacci (Firenze) D'oro, al porco rampante di nero, cinghiato d'argento; e al capo d'Angiò (citato in (8)) |

### Nad
| Stemma | Casato e blasonatura |
| ------ | --- |
|        | Nadal (Venezia) stella (8 raggi) di oro su azzurro (citato in LEOM) |
|        | Nadiani (Cesena) (la blasonatura non è stata ancora caricata) (citato in BLCW) Immagine in Blasone Cesenate. |
|        | Nadiani Monaldini (Santarcangelo di Romagna) 3 stelle (8 raggi) di argento su sbarra di azzurro su rosso - 2 gigli di oro posti in banda su rosso - capo d'Impero (citato in LEOM)                                                       |
|        | Nadone o Nadoni (Chivasso, Chieri) D'oro, al leone d'azzurro, armato di rosso, coronato del campo, tenente una spada al naturale Motto: Ut nihil deformet (citato in (10))                                                               |
|        | Nadone (Cherasco) D'oro, al leone coronato, partito d'azzurro e di rosso, tenente una spada d'argento alias D'oro, al leone coronato, semipartito e troncato d'azzurro, di rosso e di nero, tenente una spada d'argento (citato in (10)) |

### Nai
| Stemma | Casato e blasonatura |
| ------ | --- |
|        | Nai (Pistoia) D'azzurro, alla banda di rosso accompagnata da due palle d'oro, 1.1 (citato in (8)) |
|        | Nai (Pistoia) Partito di rosso e d'azzurro, a due cani controrampanti d'oro, collarinati d'argento, posti l'uno nel primo e l'altro nel secondo, e sostenuti dalla campagna attraversante di verde (citato in (8))                             |
|        | Naitana (Bosa, Cuglieri, Bultei) D'argento al vascello vagante verso destra e vele gonfie sul mare, il tutto al naturale (citato in DAlena) vascello a 3 alberi a vele spiegate natante sul mare tutto al naturale su argento (citato in LEOM) |

### Nak
| Stemma | Casato e blasonatura |
| ------ | --- |
|        | Nakerlilla o Nakerlille (Spagna, Rutigliano) Titolo: nobile d'azzurro, alla torre d'argento, aperta del campo uscente da un mare agitato a destra dello scudo, e cimata da una donzella vestita di rosso, in atto di chiedere aiuto, accompagnata a sinistra da un corpo umano, al naturale, senza testa e senza braccio sinistro, uscente dal mare e offrente con la destra alla donna una corona d'oro, sormontato nel capo da un destrocherio uscente da una nuvola posta nel fianco sinistro dello scudo ed impugnante una spada, messa in palo, d'argento (citato in (18)) |

### Nal
| Stemma | Casato e blasonatura |
| ------ | --- |
|        | Naldi (Fiernze, San Miniato) D'azzurro, alla banda d'oro accompagnata da due gigli dello stesso, 1.1 (citato in (8)) |
|        | Naldi (Firenze) Di..., alla gemella in banda di..., accompagnata da due stelle a otto punte di..., 1.1 (citato in (8)) |
|        | Naldi (Firenze) Di..., al cervo saliente di... (citato in (8)) |
|        | Naldi (Siena) D'azzurro, al destrocherio di carnagione vestito di rosso, tenente un albero sradicato al naturale in mezzo a tre stelle a sei punte d'oro, 2.1; il tutto attraversato da un filetto increspato di tre segmenti e posto in fascia dello stesso, e abbassato sotto il capo di rosso caricato di un monte di sei cime d'oro, cimato da una stella a sei punte dello stesso (citato in (8)) |
|        | Naldini (Volterra) D'azzurro, al leone d'oro tenente con le branche anteriori un calice dello stesso (citato in (8)) |
|        | Naldini o Rinaldeschi (Prato, Firenze) D'azzurro, alla rotella d'argento caricata di un leone del campo, tenente con le branche anteriori una palla d'oro (citato in (8)) leone rampante di azzurro tenente tra le anteriori una palla di oro su disco di argento su azzurro (citato in LEOM) (DE) In Blau 1 silberne Scheibe, belegt mit 1 blauen Löwen 1 goldene Scheibe haltend (citato in (17))    |
|        | Nalero (Torino) Di rosso, a tre corni da caccia, cuciti, legati con cordone composto di nero e d'oro (citato in (10)) |

### Nan
| Stemma | Casato e blasonatura |
| ------ | --- |
|        | Nani o Nano (Mirabello, Venezia) d'argento, ad uno specchio rotondo trinciato d'oro e di rosso, inquadrato d'argento, ornato di tre foglie di quercia di verde in pergola (citato in (10)) trinciato di oro e di rosso in uno specchio rotondo bordato di argento e fregiato di 3 foglie di quercia di verde poste in pergola su argento (2 divaricate e una posta in palo in punta) (citato in LEOM) |
|        | Nani (Toscana) di rosso, alla banda d'oro caricata di tre stelle a otto raggi d'oro, accompagnata da due crescenti montanti d'argento ordinati in palo uno in capo e uno in punta (DE) In Rot 1 goldener Schrägbalken, belegt mit 3 achtstrahligen roten Sternen und beidseitig begleitet von je 1 liegenden silbernen Halbmond (citato in (17)) |
|        | Nani (Cesena) (la blasonatura non è stata ancora caricata) (citato in BLCW) Immagine in Blasone Cesenate. |
|        | Nani Mocenigo (Venezia, Cervarese Santa Croce) trinciato di oro e di rosso in uno specchio rotondo bordato di argento e fregiato di 3 foglie di quercia di verde poste in pergola (2 divaricate e una posta in palo in punta) su scudetto di argento su - leone rampante di oro sul rosso del troncato di rosso e di oro pieno - gru di argento sul verde del partito di argento pieno e di verde - 3 gigli di oro posti 2,1 su azzurro - 2 rose quadrilobate poste in palo di argento sull'azzurro e di azzurro sull'argento del troncato di azzurro e di argento - 2 lance banderuolate a sinistra di argento e a destra di rosso incrociate su - scaglione di nero su argento (citato in LEOM) |
|        | Nannarini (Roma) 3 stelle (8 raggi) di oro poste in fascia su azzurro - aquila di nero rivolta posta su monte a 3 cime di oro uscente dalla punta su rosso (citato in LEOM) |
|        | Nanni (Prato) Di..., al busto di carnagione bendato di..., e alla campagna di..., caricata di tre sbarre di... (citato in (8) e in DAlena) |
|        | Nanni (Viterbo) (la blasonatura non è stata ancora caricata) (immagine dello Stemmario reale di Baviera.) |
|        | Nannini (Siena) D'azzurro, alla fontana zampillante di tre bacini d'argento, fondata sul terreno di verde (citato in (8)) fontana a 3 vasche di argento su un piano di verde su azzurro (citato in LEOM) |
|        | Nannini (Firenze) D'azzurro, a tre rose ordinate in fascia di rosso, accompagnate in capo da un sole orizzontale a sinistra d'oro, e in punta da un monte di tre cime d'argento (citato in (8)) |
|        | Nannini o Nannini del Nicchio (Toscana) (DE) In Blau 1 strahlender goldener Komet am linken Schildrand, 3 rote Rosen schräglinksbalkenweise erniedrigt und 1 schwebender silberner Dreiberg in der Schildfußstelle (citato in (17)) |
|        | Nannini (Firenze) Di..., al sinistrocherio di..., vestito di..., impugnante una bandiera di..., sventolante a sinistra, astata di... e caricata di una spada alta in sbarra di... (citato in (8)) |

### Nap
| Stemma | Casato e blasonatura |
| ------ | --- |
|        | Napione (Pinerolo, Torino) Titolo: conti di Cocconato di azzurro a tre navoni, ordinati in fascia, sormontati da tre stelle, male ordinate, il tutto d'oro Cimiero: leone tenente una stella, il tutto d'oro, nascente Motto: 'De coelo coelum (citato in (4) – Vol. III pag. 326 e in (10)) |
|        | Napoli o Di Napoli (Napoli, Santa Maria Capua Vetere) Titolo: nobili d'azzurro al giglio d'oro, accompagnata da due stelle (citato in (11)) |
|        | Napoli e Di Napoli (Sicilia) Titolo: barone di Pirrana, Boccarato, Targioni, Francavilla, Longi; marchese di Melia; duca di Campobello, Bissana, Cumia; principe di Resuttano, Monteleone, Bonfornello d'azzurro, con un giglio accompagnato nel capo da due stelle, ed in punta da un leone il tutto d'oro. (citato in (14)) Mantello e corona di principe Motto: viro costanti dentro lo scudo (Cenno storico in Famiglie nobili di Sicilia (archiviato dall'url originale il 20 gennaio 2012).) |
|        | Napoli o Di Napoli (Blevio sul Lago di Como) giglio di oro affiancato verso l'alto da - 2 stelle (6 raggi) dello stesso tutto su azzurro (citato in LEOM) |
|        | Napolitano (Napoletano) (la blasonatura non è stata ancora caricata) (citato in (13)) |
|        | Nappi (Molfetta) d'azzurro alla banda d'oro accostata da 2 nappi dello stesso, uno in capo e l'altro in punta, e sormontata da 3 gigli d'argento fra i 4 pendenti di un lambello di rosso (citato in ) |
|        | Nappi (Ancona, Assisi, Polverigi, Roma) banda di oro accompagnata da - 2 coppe poste in sbarra dello stesso - lambello a 4 gocce di rosso inframezzate da 3 gigli di argento in alto a destra tutto su azzurro (citato in LEOM) |
|        | Nappi (Ferrara) sbarra di rosso accompagnata da - 2 nappe di argento poste in banda su azzurro - capo d'Angiò (citato in LEOM) |

### Nar
| Stemma | Casato e blasonatura |
| ------ | --- |
|        | Narciso (Torino ?) D'argento, allo scaglione d'azzurro, carico di un altro scaglione d'oro, accompagnato in punta da una torre, di rosso (citato in (10)) |
|        | Nardi (Velletri) troncato d'azzurro e d'argento a tre stelle d'oro nel 1º; al monte isolato di tre cime di verde su cui poggia una civetta al naturale, sinistrata da un ramo di nardo dello stesso nel 2º (citato in DAlena) |
|        | Nardi (Siena) D'oro, alla banda d'azzurro accompagnata da tre ricci al naturale, 2.1, posti nel senso della pezza (citato in (8)) |
|        | Nardi (Pistoia) Palato di sei pezzi d'azzurro e d'argento, alla sbarra attraversante di rosso, attraversata a sua volta dalla banda d'oro (citato in (8)) |
|        | Nardi (Montepulciano, Firenze) D'azzurro, alla gemella in doppio scaglione riverso d'oro, sostenente una croce latina dello stesso alias D'azzurro, alla gemella in fascia increspata d'oro, sostenente una croce latina dello stesso (citato in (8)) |
|        | Nardi (Firenze) Di..., al leone di..., accompagnato nei cantoni del capo da due stelle a sei punte di... (citato in (8)) |
|        | Nardi (Firenze) Inquartato decussato di vaio e d'oro (citato in (8)) |
|        | Nardi o Nardi delle Ruote (Firenze) D'argento, a tre spade basse di rosso poste in banda e ordinate l'una sull'altra, e al capo dello stesso (citato in (8)) (DE) Unter 1 roten Schildhaupt in Silber 3 schräggelegte gestürzte rote Schwerter schräglinksbalkenweise (citato in (17)) |
|        | Nardi (Arezzo, Firenze) D'azzurro, a due fasce d'oro (citato in (8)) 2 fasce di oro su azzurro (citato in LEOM) |
|        | Nardi (Toscana) D'argento, a tre spade basse di rosso poste in banda e ordinate l'una sull'altra, e al capo palato di oro e di rosso di otto pezzi (DE) Unter 1 7mal gold-rot gepaltenen Schildhaupt in Silber 3 schräggelegte gestürzte rote Schwerter schräglinksbalkenweise (citato in (17)) |
|        | Nardi (Toscana) (DE) In Blau 2 Doppelsturzsparren, der obere besetzt mit 1 silbernen Hochkreuz (citato in (17)) |
|        | Nardi o Nardi da Vaglia (Toscana) (DE) In Blau 1 schwebender goldener Sechsberg, begleitet oben von 2 achtstrahligen goldenen Sternen, 1 zunehmenden silbernen Halbmond und 1 achtstrahligen goldenen Stern, 1:3 gestellt (citato in (17)) |
|        | Nardi (Sacile, San Stino di Livenza) leopardo al naturale tenente una ruota di oro tra le anteriori su - torre al naturale merlata di 3 pezzi alla guelfa tutto su argento (citato in LEOM) |
|        | Nardi (Cesena) (la blasonatura non è stata ancora caricata) (citato in BLCW) Immagine in Blasone Cesenate. |
|        | Nardi da Vaglia (Firenze) D'azzurro, al monte di sei cime d'oro, cimato da un crescente montante d'argento, posto in mezzo a tre stelle a otto punte d'oro, 1.2 (citato in (8)) |
|        | Nardi Dei (Siena) Inquartato: nel 1° e 4° d'azzurro, a tre anelli intrecciati d'oro, incastonati d'argento, 1.2, e al capo dell'Impero; nel 2° e 3° d'argento, all'aquila dal volo spiegato di nero, coronata d'oro (citato in (8)) |
|        | Nardi Dei (Montaione, Firenze, Siena, Chiusi) aquila bicipite di nero coronata di oro su oro - 3 anelli di oro intrecciati posti 1,2 su azzurro - aquila di nero coronata di oro su argento (citato in LEOM) |
|        | Nardi del Lion Bianco (Firenze) D'argento, a tre spade basse di rosso, poste in banda e ordinate l'una sull'altra, e al capo dello stesso (citato in (8)) |
|        | Nardini (Urbino, Roma, Spoleto, Torino) leone rampante rivolto al naturale su terrazzo di verde su azzurro - 3 piante di nardo (lavanda) in palo uscenti dal terrazzo a destra su azzurro - 3 stelle (6 raggi) di oro poste in fascia su azzurro in alto (citato in LEOM) |
|        | Nardini(Pesaro, Perugia, Roma, Varese, Ancona, Forlì) trinciato di azzurro e - di losangato in banda di argento e di nero - 3 stelle (6 raggi) di oro poste in banda sull'azzurro - capo d'Angiò (sulla prima partizione) - leone rampante al naturale verso 3 piante di nardo su terrazzo di verde su azzurro - 3 stelle (6 raggi) di oro poste in fascia in alto su azzurro (citato in LEOM)                                                                                        |
|        | Nardini (Matera) fascia di oro su azzurro - 5 spighe di oro poste a ventaglio in un vaso di argento uscente dalla fascia - 2 stelle (5 raggi) di oro poste in alto in fascia su azzurro - 3 bande di oro su azzurro in basso (citato in LEOM) |
|        | Nardini (Cesena) (la blasonatura non è stata ancora caricata) (citato in BLCW) Immagine in Blasone Cesenate. |
|        | Nrdini (Cesena) (la blasonatura non è stata ancora caricata) (citato in BLCW) Immagine in Blasone Cesenate. |
|        | Nardini Saladini (Ascoli Piceno, Torino) scaglione di oro accompagnato in capo da - stella (5 raggi) dello stesso su azzurro - albero di pino al naturale su monte a 3 cime di verde uscente dalla punta su azzurro (citato in LEOM) |
|        | Nardis o De Nardis (L'Aquila) Titolo: patrizio dell'Aquila troncato il 1° d'azzurro, il 2° al mare d'argento e d'azzurro attraversato da un pesce al naturale guardante un sole con la fascia di rosso caricata di tre stelle d'argento (citato in (11)) |
|        | Nardo (Molise) D'azzurro al leone d'oro (citato in DAlena) |
|        | Nardo (Chioggia) (troncato d'azzurro, a tre stelle di sei raggi d'argento male ordinate, e d'argento, al ramoscello di nardo di verde) (citato in Araldica gentilizia (archiviato dall'url originale il 4 marzo 2016).) |
|        | Narducci (San Daniele del Friuli) leone rampante fasciato di azzurro e di argento (4 pezzi) su fasciato di argento e di azzurro (4 pezzi) (citato in LEOM) |
|        | Narducci (San Daniele del Friuli) leone rampante fasciato di nero e di argento (4 pezzi) su fasciato di argento e di nero (4 pezzi) (citato in LEOM) |
|        | Nardus (Toscana) di ..., alla branca di leone di ... posta in banda (DE) 1 schräggelegte abgerissene Löwenpranke (citato in (17)) (citato in (2) – pag. 145) |
|        | Nari (Roma) d'azzurro, a tre lune d'argento riversate e ordinate in palo (citato in (2) – pag. 469 e in (5) - pag. 154 (tre crescenti riversati)) (Immagine nell' Archivio Storico Capitolino (PDF) (archiviato dall'url originale il 4 marzo 2016).) |
|        | Narni Mancinelli (Napoli) Titolo: nobili di Nola d'azzurro al leone d'oro, con la banda arcuata di ross (citato in (11)) banda convessa di rosso su - leone rampante di oro su azzurro (citato in LEOM) |
|        | Naro o Di Naro o Denaro o De Naro (Siracusa) Titolo: barone di Cadedi, Baudalesi d'azzurro, alla testa umana d'oro Corona di barone (citato in Mango e in (14)) (Cenno storico in Famiglie nobili di Sicilia (archiviato dall'url originale il 20 gennaio 2012).) |
|        | Narri de Merlenghi (Chieri) Titolo: consignori di San Mauro d'Almese Di rosso, al capo d'argento, carico di tre merle, di nero (citato in (10)) |
|        | Narsini Arca Vipera (Narni) interzato in fascia di azzurro - arca fluttuante su mare sormontata da - una colomba della pace tutto al naturale - lambello di rosso a 4 gocce inframezzate da 3 stelle (5 raggi) di oro - monte a 5 cime di oro tutto su azzurro (citato in LEOM) |
|        | Narvaesi o Narvaesi del Lion d'Oro (Toscana) (DE) Unter 1 mit blauen Lilien bestreuten roten Schildhaupt, innerhalb 1 roten Schildbords, dieses belegt mit goldenen Kreuzen, gold-rot geschacht und überdeckt von 3 schwarzen Balken (citato in (17)) |
|        | Narvaez e Saavedra (Firenze) Partito: nel 1° di rosso, a cinque gigli d'argento, 2.1.2; nel 2° d'argento, a tre fasce scaccate di due file di rosso e d'oro, e alla bordura del primo caricata di crocette di sant'Andrea del secondo alias Partito: nel 1° di rosso, a cinque gigli d'argento, 2.1.2; nel 2° d'argento, a tre fasce scaccate di due file di rosso e d'oro; alla bordura del primo caricata di crocette di sant'Andrea d'oro tutto intorno allo scudo (citato in (8)) |

### Nas
| Stemma | Casato e blasonatura |
| ------ | --- |
|        | Nasalli (Parma, Piacenza) castello (3 torri) merlato alla guelfa di rosso su argento aperto e finestrato del campo su terrazzo di verde affiancato da - 2 leoni controrampanti di nero su argento (citato in LEOM) |
|        | Nasalli Rocca (Piacenza, Parma) Gru (citato in DAlena) 2 leoni controrampanti di nero su castello a 3 torri di rosso su terrazzo di verde su argento - gru di argento fissante - stella (5 raggi) di oro in alto a sinistra posante la zampa sinistra su uno scoglio a 3 punte uscente dalla punta di oro e tenente nella destra alzata la sua vigilanza di oro su azzurro (citato in LEOM) |
|        | Nasalli Rocca Taffini (Menaggio, Varese Ligure, Piacenza, Roma) Titolo: marchesi di Acceglio; conti; predicato di Corneliano Partito, al 1° d'argento, al mastio di rosso, merlato alla guelfa, di tre pezzi, quello di mezzo più alto, il mastio fondato sulla pianura erbosa, al naturale, sostenuto da due leoni, di nero, affrontati, al 2° di Taffini (citato in (10)) 2 leoni controrampanti di nero su castello a 3 torri di rosso su terrazzo di verde su argento - leone rampante accompagnato in punta da - 3 lune montanti poste in fascia tutto di argento su azzurro (citato in LEOM) Motto: Ut turris                              |
|        | Naselli (Sicilia) Titolo: nobile; nobile dei duchi di Gela; signore di Pirrera, Limbrici; barone del Comiso, Casalnuovo, Gela, Castellammare, Pumo; conte di Comiso; marchese della Gibellina, Flores; duca di Gela; principe di Aragona, Poggioreale, Ficarazzi d'azzurro, con una fascia, sormontata da un leone nascente, accompagnata in punta da tre palle allineate in fascia il tutto d'oro (citato in Mango e in (14)) (Cenno storico in Famiglie nobili di Sicilia (archiviato dall'url originale il 20 gennaio 2012).) Ulteriore ragguaglio storico in Famiglie nobili di Sicilia (archiviato dall'url originale il 31 dicembre 2011). |
|        | Naselli (Palermo) fascia di oro su azzurro - leone rampante nascente dalla fascia coronato di oro su azzurro - 3 palle di oro poste in fascia in basso su azzurro (citato in LEOM) |
|        | Naselli (Treviso) palo di nero accostato a destra da una banda abbassata dello stesso su argento (citato in LEOM) |
|        | Naselli Feo (Savona, Roma) scaglione di rosso accompagnato da - 3 teste di moro al naturale attorcigliate di argento di profilo poste 2,1 le superiori affrontate e da - 4 stelle (8 raggi) di oro poste 3 in alto in fascia e una sotto la punta dello scaglione tutto su azzurro (citato in LEOM) |
|        | Nasi d'argento alla fascia di nero accompagnata sopra e sotto da una testa di moro, bendata d'argento (citato in (4) – Vol. III pag. 135) |
|        | Nasi (Firenze) D'azzurro, alla fascia diminuita d'argento, accompagnata da tre ruote dello stesso, 2.1 (citato in (8)) (DE) In Blau 1 silberner Balken, begleitet oben von 2, unten von 1 silbernen Mühlrad (citato in (17)) |
|        | Nasi (Lunigiana) fascia di argento accompagnata da - 3 ruote di mulino cerchiate poste 2,1 dello stesso su azzurro (citato in LEOM) |
|        | Nasi (Novara) Titolo: consignori di Balocco e Bastia, Buronzo Palato di verde e d'oro (citato in (10)) |
|        | Nasi (Moncalieri) Titolo: barone Inquartato, al 1° e 4° d'oro pieno, al 2° palato di quattro pezzi, di rosso e d'azzurro, al 2° palato di quattro pezzi, d'azzurro e di rosso (citato in (10)) alias Di nero, al leone d'oro, tenente con le zampe anteriori una rosa al naturale, gambuta e fogliata, con il capo di rosso, cucito, carico di un'aquila coronata, d'argento (citato in (10) e in (16)) |
|        | Nasi (Saluzzo, Torino) Titolo: baroni Di nero, al leone d'oro, tenente con le zampe anteriori una rosa al naturale, gambuta e fogliata, con il capo di rosso, cucito, carico di un'aquila coronata, d'argento (citato in (10)) leone rampante di oro tenente tra le anteriori una rosa al naturale su nero - aquila coronata di argento su rosso in capo (citato in LEOM) Motto: Spera in Deo |
|        | Nasi o Naso (Messina, Trapani) Titolo: barone di S. Stefano, Salina Grande d'oro, al leone di nero, guardante un sole di rosso orizzontale a destra (citato in Mango e in (14)) alias di rosso, con un leone d'oro, ed una sbarra di azzurro attraversante sul tutto (ramo di Messina) (citato in (14)) Corona di barone (Cenno storico in Famiglie nobili di Sicilia (archiviato dall'url originale il 20 gennaio 2012).) |
|        | Nasiis (la blasonatura non è stata ancora caricata) (citato in DAlena) |
|        | Nasini (Castel del Piano, Santa Fiora, Settignano, Pisa, Bologna, Roma) scaglione scaccato di oro e di nero (2file) su rosso - rosa di argento affiancata da - 2 stelle (6 raggi) di oro poste in fascia in alto su rosso - ciotola da pittore di argento con dentro 2 pennelli al naturale in basso su rosso (citato in LEOM) |
|        | Nassari o Nasari (Messina) d'argento, alla biscia d'azzurro, serpeggiante in palo, illuminata di rosso, coronata d'oro (citato in Mango) |
|        | Nastasi o Anastasi (Rometta) d'azzurro, al pastorale d'oro posto in sbarra (citato in (4) – pag. 377) |

### Nat
| Stemma | Casato e blasonatura |
| ------ | --- |
|        | Natale o Natali (Messina, Palermo) Titolo: marchese di Monterosato d'azzurro, al leone tenente un ramoscello d'alloro di verde, coronato fissante una stella posta nel canton destro del capo, colla sbarra attraversante, il tutto d'oro (citato in Mango) d'azzurro, con un leone coronato d'oro, tenente un ramoscello di verde, mirante una stella dello stesso, posta nel canton destro del capo, ed una sbarra d'oro attraversante sul tutto (citato in (14)) Corona di marchese (Cenno storico in Famiglie nobili di Sicilia (archiviato dall'url originale il 20 gennaio 2012).) |
|        | Natali (Ragusa/Dubrovnik) d'argento, alla banda di rosso, accompagnata in capo ad un giglio d'oro e in punta da tre stelle (8) dello stesso, poste in un mezzo orlo (citato in (6)) (FR) D'argent, à la bande de gueules, acc. en chef d'une fleur-de-lis d'or et en pointe de trois étoiles (8) du même, posées en demi-orle. Casque couronné. (citato in (7)) |
|        | Natali (Mirandola) leone rampante di oro su bandato di verde e di azzurro (4 pezzi) - bandato di rosso e di oro (4 pezzi) (citato in LEOM) |
|        | Natali (Cesena) (la blasonatura non è stata ancora caricata) (citato in BLCW) Immagine in Blasone Cesenate. |
|        | Natalucci (Trevi) (la blasonatura non è stata ancora caricata) Notizie storiche nel sito della Associazione Pro Trevi. |
|        | Natalucci (Trevi) fascia di argento su troncato di azzurro e di oro - stella (6 raggi) di oro su azzurro - ferro di alabarda al naturale posto in palo su oro (citato in LEOM) |
|        | Nater (Cagliari) Gazza (citato in DAlena) (Immagine nella Raccolta stemmi Trippini (JPG).) |
|        | Nater (Bonorva, Torino) filetto in croce di argento su azzurro - ancora di argento posta in palo a 2 marre su azzurro - castellotto alla guelfa su terrazzo di verde (probabilmente castello alla guelfa a 3 torri) su azzurro - cane di nero passante rivolto traversante al centro - colonna di argento su azzurro - braccio destro uscente da destra vestito di viola sostenente sull'indice di carnagione un uccello gazza al naturale su azzurro (citato in LEOM) |
|        | Nati (Firenze) Partito di rosso e d'argento, a sei rose ordinate in palo tre a tre, dell'uno nell'altro (citato in (8)) |
|        | Nati (Firenze) D'azzurro, alla foglia di sega in banda d'argento, accompagnata da due stelle a otto punte d'oro, 1.1 (citato in (8) |
|        | Natoli (latino: Nantolio, francese: Nanteuil), (Palermo, Messina) Titolo: Principi di Sperlinga, Principi di Montecateno, Principi di Malvagna, Principi di Scaletta, Principi di San Martino Pardo, Principi di Condrò, Principi di Monforte, Principi di Bavuso; Duchi di Archirafi, Duchi di Seclì; Marchesi di Palermo; Marchesi di Archirafi, Marchesi di Camporotondo, Conti di Bavuso; Baroni di Sparta e Laconia, Baroni di Messina, Baroni di Taormina, Baroni di Alburque, Baroni del Mojo, Baroni di Scaliti, Baroni di San Piero Patti, Baroni di Capuano, Baroni di Villareale, Baroni di Milazzo, Baroni di Milio, Baroni di Bilici, Baroni di San Bartolomeo, Baroni di Condrò, Baroni di S.Piero, Signori de Nanteuil, Signori de Nemours motto: Tvtvtm signat iter d'azzurro alla torre d'argento , fondata verso il fianco destro dello scudo sopra uno scoglio uscente dal mare al naturale; al leone d'argento coronato sullo scoglio e rampante (citato in (11) d'azzurro, alla torre d'argento merlata alla ghibellina, fondata verso il fianco destro dello scudo sopra uno scoglio uscente da un mare nella punta il tutto al naturale; al leone d'argento coronato dello stesso fermo sullo scoglio e rampante a sinistra della torre (citato in Mango e in (14) d'azzurro, con la torre merlata d'argento, piantata nel fianco destro dello scudo sopra uno scoglio al naturale, battuto dal mare d'azzurro e d'argento, movente dalla punta, sinistrata da un leone coronato dello stesso (citato in (14) torre a 2 palchi merlata alla ghibellina di argento su scoglio posto a sinistra affiorante da un mare agitato al naturale uscente dalla punta su azzurro - leone rampante coronato di argento sullo scoglio a destra della torre su azzurro (citato in LEOM) Corona di principe (Cenno storico in Famiglie nobili di Sicilia (archiviato dall'url originale il 20 gennaio 2012).) Ulteriore ragguaglio storico in Famiglie nobili di Sicilia (archiviato dall'url originale il 31 dicembre 2011). |
|        | Natta (Asti, Casale) Titolo: marchesi di Alfiano, Cerro, Tonco; conti di Baldesco, Frassinetto, Fubine, Varengo, Viarigi; signori di Bozzole, Isola d'Asti, Murisengo; consignori di Bassignana, Bergoglio, Burio, Castelletto Merli, Colcavagno, Corteranzo, Salabue, Tomarengo D'argento, a tre fasce di rosso, con la quercia da sughero di verde, di sei rami, ghiandifera di porpora, attraversante Motto: Per me stant regna (citato in (10)) |
|        | Natta Menatti (Como) albero di palma sradicato fruttato di viola su 3 fasce di rosso su argento (citato in LEOM) |
|        | Natti (Arezzo) D'azzurro, alla fascia accompagnata in capo da due stelle a sei punte e in punta da una ruota, il tutto d'oro (citato in (8)) fascia di oro accompagnata in capo da - 2 stelle (6 raggi) di oro poste in fascia e in punta da - ruota a 8 raggi dello stesso tutto su azzurro (citato in LEOM) |
|        | Nattina (Ovada) D'azzurro, alla barca di nero, munita di una vela latina al naturale, flottante sopra un mare di verde (citato in (19)) |

### Nav
| Stemma                  | Casato e blasonatura |
| ----------------------- | --- |
|                         | Nava (Sicilia) Titolo: barone di Bondifé bandato ondato d'oro e di rosso di sei pezzi (citato in Mango e in (14)) alias d'azzurro, al monte di due cime di rosso sostenente due leoni affrontati e combattenti dello stesso (citato in Mango) Corona di barone (Cenno storico in Famiglie nobili di Sicilia (archiviato dall'url originale il 20 gennaio 2012).)                                |
|                         | Nava (Brescia) (troncato d'oro, all'aquila di rosso, e di rosso, all'aquila d'oro) |
|                         | Nava (Milano) aquila di nero coronata di oro sull'oro del troncato di oro e di rosso - aquila coronata di oro sul rosso (citato in LEOM) |
|                         | Navacchia (Cesena) (la blasonatura non è stata ancora caricata) (citato in BLCW) Immagine in Blasone Cesenate. |
|                         | Navarini (Brescia) barcone a un albero e ad una vela navigante verso destra su mare al naturale croce latina di argento posta sulla poppa tutto su rosso (citato in LEOM) |
|                         | Navaroli (Cremona) sotto un cielo al naturale una galera al naturale con le gomene di rosso e le vele spiegate d'argento, portante una banderuola dello stesso rivolta a sinistra e caricata di una croce d'azzurro; la galera vogante sopra un mare al naturale (citato in BLCR) Immagine in                                                                                                   |
|                         | Navarra o Navarro (Sicilia, Malta) 4 bande di oro su azzurro le due di mezzo inframezzate da - 3 stelle (6 raggi) di argento poste in banda (citato in LEOM) |
| (disegno da correggere) | Navarro (Napoli, Lucera) Titolo: conti di rosso con quattro catenelle d'oro in quadrati concentrici (citato in (11)) 4 catene rettangolari una dentro l'altra di oro su rosso (citato in LEOM) Motto: Vera domitus catena |
|                         | Navarro o Navarra (Sicilia) di rosso, con catenelle di oro, in quadrati concentrici (citato in (14)) (Cenno storico in Famiglie nobili di Sicilia (archiviato dall'url originale il 20 gennaio 2012).) |
|                         | Navazzo (Sicilia) d'azzurro, alla torre d'oro, merlata alla ghibellina di tre pezzi, aperta e finestrata di nero e una palla d'oro posta innanzi alla porta (citato in Mango) d'azzurro, con una torre di oro, accompagnata da una palla dello stesso posta innanzi la porta (citato in (14)) (Cenno storico in Famiglie nobili di Sicilia (archiviato dall'url originale il 20 gennaio 2012).) |
|                         | Naverini (Cesena) (la blasonatura non è stata ancora caricata) (citato in BLCW) Immagine in Blasone Cesenate. |
|                         | Navesi (Firenze) Di..., alla barca di..., con l'albero nudo di..., navigante sul mare di... (citato in (8)) |
|                         | Navone (Asti) D'azzurro, alla nave d'oro, guernita d'argento, vogante sulle onde dello stesso, accompagnata (in capo?) da due stelle, d'oro Motto: Propitiis astris (citato in (10)) |
|                         | Navoni di rosso, alla radice fogliata d'argento, posta in palo (citato in (5) – pag. 150) |
|                         | Navoni (Cesena) (la blasonatura non è stata ancora caricata) (citato in BLCW) Immagine in Blasone Cesenate. |

### Nay
| Stemma | Casato e blasonatura                                                                      |
| ------ | ----------------------------------------------------------------------------------------- |
|        | Nay de Richecourt (Firenze) D'azzurro, a due mazze d'arme decussate d'oro (citato in (8)) |

### Naz
| Stemma | Casato e blasonatura |
| ------ | --- |
|        | Nazzari o Nazari o Nazero (Savigliano, Villafalletto, Torino) Titolo: conti di Callabiana Di rosso, a tre corni da caccia, d'oro, legati d'argento (citato in (10)) 3 corni da caccia di oro legati di argento posti 2,1 su rosso (citato in LEOM) alias Di rosso, a tre corni da caccia, di nero, legati di nero e d'oro (citato in (10)) Motto: Ognun mi sente |
|        | Nazzari (Novara) Titolo: marchesi (?) Palato d'argento e d'azzurro Motto: Tout en bien (citato in (10)) |

### Nec
| Stemma | Casato e blasonatura |
| ------ | --- |
|        | Necher (Lucca) D'oro, alla banda di nero accostata da due semivoli d'azzurro e caricata di una freccia del campo, posta tra due anelletti dello stesso (citato in (8)) |

### Neg
| Stemma | Casato e blasonatura |
| ------ | --- |
|        | Negrelli (Verona) Cervo (citato in DAlena) |
|        | Negri (Milano) d'oro, alla torre di rosso merlata alla ghibellina aperta del campo, cimata da una capinera al naturale, al capo di azzurro (citato in (27)) |
|        | Negri (Pontremoli) D'argento, alla fascia diminuita accompagnata in capo da un cane passante sormontato da una stella a otto punte, e in punta da un'aquila dal volo spiegato e coronata; il tutto cucito d'oro; con il capo di Santo Stefano (citato in (8)) |
|        | Negri (Cosenza) D'oro alla fascia dentata di nero (citato in DAlena e in BLCL) |
|        | Negri (Altare, Bergamo. Palermo, Piemonte) Giglio (citato in DAlena) |
|        | Negri (Milano) D'oro alla torre di rosso merlata alla ghibellina aperta del campo, cimata da una capinera al naturale, al capo d'azzurro (citato in DAlena) |
|        | Negri o Negro (Centallo, Torino, Savigliano, Volpiano, Ponzone) Titolo: conte di Bestagno, Sanfront; signore di Morra, Olivastri; consignore di Sarola, Villaguardia Troncato, d'argento, sparso di plinti di nero, e d'azzurro, al leone attraversante, troncato di nero e d'oro (citato in (10) e in (16)) copato d'argento, seminato di bollette negre, e azzurre, caricato di leone negro nell'argento e oro nell'azzurro (citato in (16)) leone rampante troncato di nero e di oro su troncato di argento seminato di plinti di nero in palo e di azzurro (citato in LEOM) |
|        | Negri o Negro (Fossano) Titolo: conti di Castelletto Uzzone Troncato di rosso e d'argento, a tre teste di moro, al naturale, bendate dell'uno nell'altro Motto: In virtute spero (citato in (10)) |
|        | Negri (San Giorgio Canavese) Titolo: conti di Montalenghe; signori di Mongreno Inquartato, al 1° e 4° d'azzurro, al giglio d'oro; al 2° e 3° d'oro, alla torre di rosso Motto: Robore et calore (citato in (10)) |
|        | Negri o Negro (Pralungo) Titolo: consignori di Chiavazza D'oro, a tre teste di moro, attortigliate d'azzurro (citato in (10)) |
|        | Negri o Negro (Biella ?) D'oro, a due teste di moro, bendate d'argento, accompagnate da due stelle (8) di rosso, una in capo, l'altra in punta (citato in (10)) |
|        | Negri (Locana, Torino) Titolo: nobili D'argento, a tre teste di moro, al naturale, bendate del campo, male ordinate (citato in (10)) 3 teste di moro al naturale attorcigliate di argento poste 1,2 su argento (citato in LEOM) |
|        | Negri (Torino) Titolo: nobili dei conti di Lamporo Di rosso, alla banda d'argento, caricata di tre crocette di nero, ricrociate (citato in (10)) 3 croci ricrociate di nero su banda di argento su rosso (citato in LEOM) Motto: Melius esse quam videri |
|        | Negri (Vercelli) Palato d'oro e di nero, con il capo del primo, carico di un'aquila del secondo Motto: Ex nigro plus fulgent (citato in (10)) |
|        | Negri (Oleggio, Novara, Milano) Titolo: conti con il predicato di Oleggio Trinciato, al 1° d'azzurro pieno, al 2° d'oro, a tre teste di moro al naturale, bendate d'argento, poste in banda (citato in (10)) trinciato di azzurro e di oro - 3 teste di moro al naturale di profilo attorcigliate di argento poste in banda sull'oro (citato in LEOM) Motto: Florebit justus |
|        | Negri (Milano, Torino) Titolo: baroni D'oro, alla torre di rosso, aperta del campo, finestrata di nero, merlata alla ghibellina di cinque pezzi, con il merlo mediano sormontato da una capinera di nero, con il capo d'azzurro (citato in (10)) torrione di rosso merlato alla ghibellina finestrato di nero e aperto del campo di oro - cimato da un uccello merlo al naturale - capo di azzurro pieno (citato in LEOM) |
|        | Negri (Mercato San Severino) Titolo: nobili troncato d'azzurro e d'oro alla fascia di rosso, caricata di tre rose d'oro, accompagnata in capo da un busto di moro avvinto ad una colonna da una catena attorcigliata al collo, al naturale e fissante un crescente d'argento posto nel cantone destro, ed in punta da un compasso aperto sormontato da una stella d'argento (citato in (11)) 3 rose di oro su fascia in divisa di rosso su troncato di azzurro e di oro - busto di moro di profilo incatenato ad una colonna uscente dalla fascia tutto al naturale - luna rivolta di argento posta nel canton sinistro del capo su azzurro - compasso aperto punte al basso al naturale sormontato da - stella (8 raggi) di argento su oro (citato in LEOM) |
|        | Negri (Sicilia) d'oro, con una fascia dentellata di nero, sormontata da tre gigli di azzurro (citato in (14)) (Cenno storico in Famiglie nobili di Sicilia (archiviato dall'url originale il 20 gennaio 2012).) |
|        | Negri (Calavino, Trento) leone rampante coronato di oro su azzurro - fasciato di azzurro e di argento (citato in LEOM) |
|        | Negri (Vicenza) 3 teste di moro di profilo al naturale poste in sbarra su banda di argento su troncato di azzurro e di verde (citato in LEOM) |
|        | Negri (Bassano del Grappa) giglio di giardino fiorito di 2 pezzi sul centrale di 3 monti uscenti dalla punta tutto di argento su rosso (citato in LEOM) |
|        | Negri (Cesena) (la blasonatura non è stata ancora caricata) (citato in BLCW) Immagine in Blasone Cesenate. |
|        | Negri della Torre (Pavia, Stradella) aquila di nero coronata di oro su oro - bandato di azzurro e di oro - torre di argento merlata di 4 pezzi alla ghibellina su terrazzo al naturale su azzurro - aquila di nero coronata di oro su azzurro in capo (citato in LEOM) |
|        | Negri della Torre (Pavia, Stradella) 3 bande di azzurro su oro - capo d'Impero (sulla prima partizione) - torre rotonda di argento merlata di 4 pezzi alla guelfa fondata su una erta di verde uscente dalla punta discendente in sbarra su azzurro - aquila di nero coronata di oro su azzurro in capo (sulla seconda partizione) (citato in LEOM) |
|        | Negri della Torre (Pavia, Stradella) donna mora al naturale in maestà nascente dalla punta vestita di rosso con alamari di oro orecchini a forma di cerchio dello stesso braccia distese abbassate verso la punta - 3 stelle (8 raggi) di oro poste 1,2 in alto su azzurro (citato in LEOM) |
|        | Negri di Montenegro (Bologna, Pisa) monte a 6 cime di nero uscente dalla partizione sormontato da - 3 stelle (6 raggi) di rosso poste 1,2 su oro - 2 leoni rampanti di argento affrontati alla tedesca nel secondo e terzo quarto tenenti in destra una spada di argento posta rispettivamente in sbarra e in banda su rosso - aquila di nero su oro (citato in LEOM) |
|        | Negrini (Tremosine) bandato a cinque pezzi con sei uccellini in volo (citato in Piovanelli) |
|        | Negrisoli (Mantova) leone rampante troncato di oro e di azzurro su troncato di azzurro e di oro - aquila di argento su rosso in capo (citato in LEOM) (citato in (2) – pag. 32) |
|        | Negroboni (Brescia) d'azzurro, al capo d'argento caricato di una pianta di giglio di giardino di rosso in palo, fiorita di 3 pezzi (citato in (2) – pag. 295 e in DAlena) |
|        | Negroboni (Lombardia) troncato d'argento e d'azzurro a 3 gigli di giardino di rosso moventi da uno stelo di verde, attraversante sul tutto (citato in (2) – pag. 295 e in DAlena) |
|        | Negrona o Negrone (Ovada) D'oro, a tre pali di nero (citato in (19)) |
|        | Negrone (Sicilia) Di nero, con tre pali d'oro (citato in (14)) (Cenno storico in Famiglie nobili di Sicilia (archiviato dall'url originale il 20 gennaio 2012).) |
|        | Negrone (Genova) 3 pali di nero su oro (citato in LEOM) |
|        | Negrone (Genova) banda formata da 5 rombi (simili alle losanghe) accollate di nero su oro (citato in LEOM) |
|        | Negroni (Roma) (la blasonatura non è stata ancora caricata) (Immagine nell' Archivio Storico Capitolino (PDF) (archiviato dall'url originale il 4 marzo 2016).) |
|        | Negroni (Bergamo, Orvieto, Roma) 2 mori al naturale di profilo affrontati tenenti tra le anteriori 3 frecce di argento poste a doppio venatglio le punte al basso tutto su argento - 3 sbarre di azzurro su argento (citato in LEOM) |
|        | Negroni (Milano) aquila di nero coronata di oro su oro - bastone nodoso al naturale posto in banda sostenente - 2 volpi di argento contropassanti su azzurro - bordura di argento (sulla seconda troncatura) (citato in LEOM) |
|        | Negrotto Cambiaso (Genova, Firenze, Losanna) leone rampante di nero sull'oro del troncato inchiavato di oro e di azzurro - 2 cani levrieri controrampanti di argento sostenenti una scala a pioli dello stesso su terrazzo di verde su azzurro (citato in LEOM) |

### Nei
| Stemma | Casato e blasonatura |
| ------ | --- |
|        | Neironi o Negroni (Torino) Titolo: conti di Montalto D'argento, all'airone, al naturale, fissante verso il capo Motto: Celesti impulsu (citato in (10)) |

### Nel
| Stemma | Casato e blasonatura |
| ------ | --- |
|        | Nelli (Firenze) d'argento, al bue passante di azzurro sul seminato di stelle d'oro (citato in (2) – pag. 488 e in DAlena) |
|        | Nelli (Siena) D'azzurro, alla fascia d'oro (citato in (8)) |
|        | Nelli (Siena) D'azzurro, alla fascia ondata d'oro, accompagnata da due stelle a sei punte dello stesso, 1.1 (citato in (8)) |
|        | Nelli (Pistoia) D'azzurro, alla sbarra d'oro caricata di tre crescenti del campo rivolti nel senso della pezza, e accompagnata in capo da una stella a otto punte d'oro (citato in (8)) |
|        | Nelli o Nelli Nicolaus Vannis (Firenze) D'argento, al toro furioso d'azzurro, seminato di crescenti montanti del campo (citato in (8)) alias (DE) 1 Stier mit unterschlagenem Schwanz, bestreut mit liegenden Halbmonden (citato in (17)) |
|        | Nelli (Firenze) D'oro, alla gemella in banda di rosso, racchiudente tre crescenti montanti dello stesso (citato in (8)) |
|        | Nelli (Firenze) D'argento, al toro furioso d'azzurro, seminato di stelle a otto punte d'oro (citato in (8)) |
|        | Nelli del Drago (Firenze) D'azzurro, alla banda d'oro caricata di tre crescenti volti d'argento e accompagnata da tre stelle a otto punte d'oro, 2.1 alias D'azzurro, alla fascia d'oro caricata di tre crescenti volti d'argento e accompagnata da tre stelle a otto punte d'oro, 2.1 (citato in (8)) |
|        | Nelli del Lion Bianco (Firenze) D'azzurro, al toro furioso d'oro accompagnato in capo da tre stelle a otto punte dello stesso, 1.2 (citato in (8)) |
|        | Nellus (Toscana) (DE) In Rot 1 goldener Schrägbalken, senkrecht zur Figur belegt mit 3 schreitenden naturfarbenen Vögeln (citato in (17)) |
|        | Nelson (Bronte, Inghilterra) Titolo: duca di Bronte d'oro, alla croce gigliata di nero, attraversata da una banda del campo bordata di rosso, caricata da due granate fumanti al naturale, e la fascia d'azzurro caricata dal motto “Trafalgar” d'argento, attraversante sul tutto; col capo d'argento al mare fluttuoso caricato di un albero di palma posto tra un castello e una nave tra le onde, il tutto al naturale (citato in (11)) d'oro, alla croce gigliata di nero, attraversata da un banda del campo, bordata di rosso, caricata da tre granate fumanti al naturale, e la fascia d'azzurro caricata dal motto TRAFALGAR d'argento, attraversante sul tutto; col capo d'argento, al mare fluttuoso al naturale caricato da un albero di palma, posto tra un castello ed una nave sbattutta dalle onde (citato in Mango e in (14)) nome della località "TRAFALGAR" in lettere maiuscole di argento su fascia di azzurro su - banda di oro bordata di rosso caricata da 2 granate (bombe) fumanti al naturale nel senso della pezza su - croce gigliata di nero su oro - torre a sinistra albero di palma al centro e nave a destra su mare fluttuoso di azzurro tutto al naturale su argento in capo (citato in LEOM) (Cenno storico in Famiglie nobili di Sicilia (archiviato dall'url originale il 20 gennaio 2012).) |

### Nem
| Stemma | Casato e blasonatura |
| ------ | --- |
|        | Nembrini (Ancona) fodero di spada di verde con il bordo e il puntale di oro posto in croce di Sant'Andrea con una spada di argento manicata di oro accantonati da - 4 gigli di oro su azzurro - capo d'Angiò (citato in LEOM)                                |
|        | Nembrini Gonzaga (Ancona) spada di argento e clava di verde incrociate e accantonate da 4 stelle (6 raggi) di oro su scudetto di azzurro su - croce patente di rosso accantonata da - 4 aquile di nero affrontate a coppia tutto su argento (citato in LEOM) |
|        | Nemi (Firenze) D'argento, al leone di rosso tenente con le branche anteriori un ramo di verde (citato in (8)) |
|        | Nemorso o Nemours (Frassinello in Canale) Titolo: conti di Frassinello; consignori di Olivola D'oro, al leone coronato, di nero, linguato di rosso, con la banda di rosso, carica di tre gigli, d'argento, a piombo, attraversante (citato in (10))          |

### Nen
| Stemma | Casato e blasonatura |
| ------ | --- |
|        | Nenci (Arezzo, Firenze) Di rosso, al cane rampante d'argento, lampassato del campo e collarinato d'oro, accompagnato da due stelle a otto punte d'argento, una nel cantone sinistro del capo e l'altra nel cantone destro della punta (citato in (8)) |
|        | Nenci (Anghiari) Cane (citato in DAlena) |
|        | Nencini (Firenze) Di rosso, al monte di sei cime di... movente dalla fascia abbassata d'oro e sostenente un uccello rivolto di nero; il tutto accompagnato da tre stelle a otto punte d'oro, ordinate in capo (citato in (8))                         |
|        | Nencini o Nencini della Scala (Toscana) (DE) In Rot 1 goldener Balken, oben besetzt mit 1 mit 1 naturfarbenen Vogel besetzten naturfarbenen Sechsberg und oben begleitet von 3 achtstrahligen goldenen Sternen balkenweise (citato in (17))           |
|        | Nencini (Firenze) Di..., al cervo saliente di... (citato in (8)) alias (DE) In Blau 1 goldener Hirsch (citato in (17)) |
|        | Nencini (Pistoia) D'azzurro, al cervo saliente d'oro (citato in (8)) |
|        | Nencioli (Firenze) D'azzurro, al monte di tre cime d'oro cimato da una testa umana rivolta di carnagione, coperta di rosso, il tutto sormontato da tre stelle a otto punte d'oro, ordinate in capo (citato in (8))                                    |

### Nep
| Stemma | Casato e blasonatura |
| ------ | --- |
|        | Nepote o Nepotis (Saluzzo) D'argento, a tre artigli di rosso, 2, 1 alias D'argento, a tre stelle (6) di rosso Motto: Mensura sui (citato in (10)) |

### Ner
| Stemma | Casato e blasonatura |
| ------ | --- |
|        | Neretti (Firenze) Di rosso, al palo d'oro accostato da due leoni affrontati di nero (citato in (8)) (DE) In Rot 1 goldener Pfahl, beidseitig begleitet von 2 einwärtsgekehrten schwarzen Löwen (citato in (17)) |
|        | Neri (Forlì) d'oro, al monte di 3 cime di verde sostenente un albero al naturale addestrato da due scoiattoli di nero rampicanti sul fusto; alla fascia di rosso attraversante sul tutto (citato in DAlena) |
|        | Neri (Siena) D'oro, alla banda ondata d'azzurro (citato in (8)) |
|        | Neri (Pistoia) D'argento, al cane rampante al naturale, collarinato di rosso alias D'argento, al cane rampante di nero, collarinato di rosso (citato in (8)) |
|        | Neri (Pistoia) Di rosso, a quattro pali increspati d'argento, e al capo d'oro pieno alias Di rosso, a quattro pali ondati d'argento, e al capo d'oro pieno (citato in (8)) |
|        | Neri (Montepulciano) D'azzurro, alla fascia diminuita di rosso, sostenente un monte di tre cime, cimato da una croce latina accostata da due stelle a otto punte; la fascia accompagnata in punta da una stella a otto punte, il tutto d'oro (citato in (8)) (DE) In Blau 1 roter Balken, oben besetzt mit 1 mit 1 silbernen Hochkreuz besetzten goldenen Dreiberg und begleitet oben von 2, unten von 1 achtstrahligen goldenen Stern (citato in (17)) |
|        | Neri (Firenze) D'argento, alla fascia di nero sormontata da una testa di grifone dello stesso, e caricata di una rosa del campo (citato in (8)) |
|        | Neri (Firenze) Di..., al cimbalo di..., legato di..., sormontato da un giglio di... (citato in (8)) |
|        | Neri (Firenze) D'azzurro, a tre stelle a otto punte d'oro, 2.1 (citato in (8)) |
|        | Neri (Cesena) (la blasonatura non è stata ancora caricata) (citato in BLCW) Immagine in Blasone Cesenate. |
|        | Neri Badia (Volterra, Firenze) Inquartato: nel 1º e 4º d'argento, a tre fasce ondate abbassate di nero, accompagnate da tre teste umane dello stesso ordinate in capo; nel 2º e 3º partito d'azzurro e d'argento, a tre gigli, 1.2, l'uno dell'uno all'altro e i due dell'uno nell'altro (citato in (8)) |
|        | Neri Conte Agostino (Cesena) (la blasonatura non è stata ancora caricata) (citato in BLCW) Immagine in Blasone Cesenate. |
|        | Neri Ridolfi (Firenze) D'oro, al leone d'azzurro, e alla banda attraversante d'argento caricata di tre stelle a sei punte del campo (citato in (8)) alias D'oro, al leone d'azzurro, e alla banda attraversante d'argento caricata di tre stelle a otto punte del campo (citato in (8)) alias D'oro, al leone d'azzurro, e alla fascia attraversante d'argento caricata di tre stelle a sei punte del campo (citato in (8)) alias D'oro, al leone d'azzurro, e alla fascia attraversante d'argento caricata di tre stelle a otto punte del campo (citato in (8)) (DE) In Gold 1 blauer Löwe, überdeckt von 1 mit 3 achtstrahligen goldenen Sternen belegten silbernen Balken (citato in (17)) |
|        | Neri Serneri (Siena) D'azzurro, alla banda d'oro accompagnata da due coppie di pannocchie (o spighe) ricadenti addossate dello stesso, 1.1 alias D'azzurro, alla banda di nero accompagnata da due coppie di pannocchie (o spighe) ricadenti addossate dello stesso, 1.1 alias D'azzurro, alla banda accompagnata in capo da due pannocchie (o spighe) ricadenti addossate e in punta da una stella a otto punte, il tutto d'oro (citato in (8)) (citato in (2) – pag. 479) |
|        | Neri Serneri (Foiano della Chiana) banda di oro su azzurro - doppia pannocchia posta in palo di oro in alto su azzurro - stella (8 raggi) di oro in basso a sinistra su azzurro (citato in LEOM) |
|        | Nerii (Valle d'Aosta, Châtellargent, Villeneuve) Titolo: consignori di Châtellargent Di nero, pieno (citato in (3) e in (10)) |
|        | Nerij o Neri de Ser Bartolus (Toscana) (DE) Unter 1 mit 2 Eichenblättern belegten Schildhaupt, 4 Balken, davon der 1 und 3 je 1 Wellenbalken, die übrigen je mit 1 Wellenbalken belegt (citato in (17)) |
|        | Nerini (Firenze) Troncato: nel 1º d'argento, alla testa di moro di nero, attortigliata del campo; nel 2º di rosso, a due fasce ondate d'argento (citato in (8)) |
|        | Nerini (Firenze) Di..., all'uccello di... posato sopra un tronco d'albero mozzato di..., nodrito sul terreno al naturale e sormontato da una stella a otto punte di... (citato in (8)) |
|        | Nerini (Siena) Di..., a due bisce guizzanti in palo affrontate, uscenti dalla bocca di un vaso (o coppo) di... (citato in (8)) |
|        | Nerli (Firenze) palato d'argento e di rosso, alla fascia d'oro attraversante (citato in (8)) alias (citato in (4) - Vol. I pag. 489 e in (5) – pag. 47) Palato di sei pezzi d'argento e di rosso, alla fascia diminuita attraversante d'oro (citato in (8)) |
|        | Nerli (Siena) Palato di sei pezzi d'argento e di rosso, alla fascia diminuita attraversante d'oro (citato in (8)) |
|        | Nerli o Nerli della Scala (Toscana) (DE) In Silber 3 rote Pfähle, überdeckt von 1 goldenen Balken (citato in (17)) |
|        | Nerli e Ballati Nerli (Firenze) Titolo: marchesi di Castelletto d'Erro, Villa San Secondo Inquartato, al 1° e 4° d'azzurro, alla banda d'oro, accompagnata da una stella dello stesso, in capo (Ballati), al 2° e 3° palato d'argento e di rosso, con la fascia d'oro attraversante alias D'argento, a quattro pali di rosso, con la fascia d'oro, inclinata in sbarra, attraversante alias Inquartato, al 1° e 4° d'argento, a quattro pali di rosso, con la fascia d'oro, inclinata in sbarra, attraversante; al 2° e 3° d'azzurro, alla fascia di rosso, [cucita?] inclinata in sbarra, accompagnata, nei cantoni destri del capo e sinistri della punta, da due stelle d'oro alias Inquartato, al 1° e 4° d'argento, a quattro pali di rosso, con la fascia d'oro, inclinata in banda, attraversante; al 2° e 3° d'azzurro, alla fascia di rosso, [cucita?] inclinata in sbarra, accompagnata, nei contorni destri del capo e sinistri della punta, da due stelle d'oro (citato in (10)) |
|        | Neroni (Firenze) Di rosso, allo scaglione di vaio (citato in (8)) (DE) In Rot 1 erniedrigter Sparren in blau-silbernem Pfahlfeh (citato in (17)) |
|        | Neroni (Firenze) D'azzurro, alla fascia diminuita di rosso sostenente un monte di sei cime d'oro, cimato da una stella a otto punte dello stesso, e accompagnata in punta da un busto umano di carnagione armato al naturale e coronato di una ghirlanda di verde alias D'azzurro, alla fascia diminuita di rosso sostenente un monte di sei cime d'oro, cimato da una stella a otto punte dello stesso, e accompagnata in punta da un busto umano di carnagione vestito di rosso e coronato di una ghirlanda di verde alias Partito: nel 1º come il precedente; nel 2º d'azzurro alla pantera rampante riguardante d'oro, tenente nelle branche anteriori un ramo di palma di verde (citato in (8)) |
|        | Neroni (Toscana) (DE) In Blau 1 erniedrigter silberner Sparren, der Figur nach belegt mit 5 blauen Schildchen (citato in (17)) |
|        | Neroni (Ripatransone, San Benedetto del Tronto, Siena) fascia di rosso su troncato di azzurro e di argento - leopardo illeonito di oro balzante su azzurro - 3 bande di rosso su argento (citato in LEOM) |
|        | Neroni da Leccio (Firenze) D'argento, all'albero sradicato al naturale e alla banda attraversante di rosso (citato in (8)) |
|        | Nerozzi (Pistoia, Pescia) D'azzurro, alla banda d'oro, accompagnata da due stelle a otto punte dello stesso, 1.1 (citato in (8)) |
|        | Nerucci (Firenze) D'azzurro, all'uccello (o colomba) di..., posato su un monte di sei cime d'oro e tenente nel becco un ramoscello di... alias D'azzurro, all'uccello (o colomba) di..., posato su un monte di tre cime d'oro e tenente nel becco un ramoscello di... alias D'azzurro, all'uccello (o colomba) di..., sorante su un monte di sei cime d'oro e tenente nel becco un ramoscello di... alias D'azzurro, all'uccello (o colomba) di..., sorante su un monte di tre cime d'oro e tenente nel becco un ramoscello di... (citato in (8)) |
|        | Nerucci (Pistoia, Montale) Partito: nel 1º d'oro, alla colomba d'argento posata sulla cima di un monte di tre cime di rosso, e tenente nel becco un rametto di verde; nel 2º d'azzurro, a due scuri rovesciate e decussate al naturale, accompagnate in capo da una stella a sei punte d'oro, e in punta da un monte di tre cime dello stesso (citato in (8)) colomba della pace di argento su monte a 3 cime di verde su oro - 2 asce di argento incrociate lame al basso e all'interno sormontate da - stella (6 raggi) di oro su azzurro - monte a 3 cime di oro su azzurro in basso (citato in LEOM) |
|        | Nerucci (Siena) D'oro, alla colomba d'argento posata sulla cima di un monte di tre cime di verde, e tenente nel becco un rametto dello stesso (citato in (8)) colomba della pace di argento su monte a 3 cime di verde su oro (citato in LEOM) |
|        | Nervi (Pisa, Firenze) D'azzurro, alla fenice sulla sua immortalità, riguardante un sole orizzontale a destra, il tutto d'oro (citato in (8)) |
|        | Nervi (Ovada) Troncato d'azzurro e d'oro, al leone rivoltato di rosso, attraversante sul tutto, sostenuto da una pianura di verde, tenente tra le branche un arco ed una freccia al naturale ed in atto di scoccare verso il cantone sinistro (citato in (19)) |
|        | Nervi (Cremona) di rosso alla sbarra d'argento caricata di un osso al naturale; nel capo d'oro all'aquila di nero coronata del campo (citato in BLCR) Immagine in |
|        | Nervini (Livorno, Pistoia) Troncato: nel 1º di verde, a tre bande d'argento; nel 2º di rosso pieno (citato in (8)) 3 bande di argento sul verde del - troncato di verde e di rosso pieno (citato in LEOM) |
|        | Nervio (Gattinara) Troncato, d'argento, alla testa di gallo, al naturale, sormontata da una N (di nero?), e sbarrato d'argento e di rosso, di quattro pezzi (citato in (10)) |

### Nes
| Stemma | Casato e blasonatura |
| ------ | --- |
|        | Nesci (Messina) d'argento, al leone d'azzurro, impugnante con la destra una spada d'oro (citato in Mango) |
|        | Nesi (Firenze) D'azzurro, alla fascia diminuita d'oro, accompagnata da tre stelle a otto punte d'oro, 2.1 alias D'azzurro, alla fascia diminuita d'argento, accompagnata da tre stelle a otto punte d'oro, 2.1 (citato in (8)) |
|        | Nesta (Molfetta) spaccato, d'oro e d'azzurro, nel 1° alla croce patente di rosso frammezzata a due aquile di nero colle ali spiegate, nel 2° marinato d'argento e d'azzurro ad un pesce al naturale galleggiante (citato in DAlena e in ) |
|        | Nesti (Fiesole, Firenze) Inquartato: nel 1º d'argento, al castello di rosso, merlato di tre alla ghibellina e aperto di tre del campo, sostenente due leoni affrontati d'oro, accompagnati in capo da una stella a otto punte dello stesso; nel 2º d'oro, all'aquila dal volo spiegato d'argento; nel 3º troncato in scaglione d'oro e d'azzurro, allo scaglione di rosso nel primo e al giglio d'oro nel secondo; nel 4º d'argento, alla banda di rosso caricata di tre fasce d'azzurro (citato in (8)) 2 leoni controrampanti di oro su - torre merlata di 3 pezzi alla ghibellina di rosso uscente dalla partizione su argento aperta di 3 porte del campo - stella (8 raggi) di oro in alto su argento - aquila di argento coronata di oro su oro - troncato in scaglione di oro e di azzurro - l'oro caricato di uno scaglione di rosso e l'azzurro caricato di un giglio di oro - 4 fasce di azzurro su banda di rosso su argento (citato in LEOM) |

### Net
| Stemma | Casato e blasonatura |
| ------ | --- |
|        | Nettoli (Toscana) (DE) Unter 1 blauen Schildhaupt, darin 1 vierlätziger roter Turnierkragen mit je 1 goldenen Lilie zwischen den Lätzen (Capo d'Angiò), in Rot 3 schwarze Adlerköpfe mit goldenen Schnäbeln, 2:1 gestellt (citato in (17)) |
|        | Nettoli Becchi (Firenze) D'oro, a tre teste d'aquila di nero, 2.1, e al capo del secondo (citato in (8)) alias D'oro, a tre teste di gallo d'azzurro, crestate e barbate di rosso, 2.1, e al capo d'Angiò (citato in (8)) alias D'oro, a tre teste d'aquila d'azzurro, lampassate di rosso, 2.1, e al capo cucito d'Angiò (citato in (8)) (DE) Unter 1 blauen Schildhaupt, darin 1 vierlätziger roter Turnierkragen mit je 1 goldenen Lilie zwischen den Lätzen (Capo d'Angiò), in Gold 3 rotgezungte blaue Adlerköpfe, 2:1 gestellt (citato in (17)) |

### Nev
| Stemma | Casato e blasonatura |
| ------ | --- |
|        | Nevaldini (Firenze) D'argento, al leone di rosso, e alla banda attraversante d'oro caricata di tre stelle a otto punte d'azzurro (citato in (8)) |

### Nez
| Stemma | Casato e blasonatura |
| ------ | --- |
|        | Nezzo (Chioggia) (la blasonatura non è stata ancora caricata) (citato in Araldica gentilizia (archiviato dall'url originale il 4 marzo 2016).) |